# Windemere, Texas
Windemere là một nơi ấn định cho điều tra dân số (CDP) thuộc quận Travis, tiểu bang Texas, Hoa Kỳ. Năm 2010, dân số của nơi này là 1037 người.